# Greenleaf (série télévisée)
Pour les articles homonymes, voir Greenleaf.
Greenleaf est une série télévisée américaine en soixante épisodes de 43 minutes créée par Craig Wright et diffusée entre le 21 juin 2016 et le 11 août 2020 sur la chaine Oprah Winfrey Network et sur OWN au Canada.
En France et au Québec, elle est diffusée depuis mars 2017 sur Netflix.

## Synopsis
La série suit la famille Greenleaf dont le père James est le pasteur d'une megachurch de Memphis, Calvary Fellowship. Grace revient habiter avec la famille, après une absence de plusieurs années. Elle cherche à comprendre la mort mystérieuse de sa sœur Faith.

## Distribution

### Acteurs principaux
- Keith David (VFB : Jean-Michel Vovk) : Réverend James Greenleaf
- Lynn Whitfield (VFB : Rosalia Cuevas) : Lady Mae Greenleaf
- Merle Dandridge (VFB : Fanny Roy) : Pasteur Grace « Gigi » Greenleaf
- Desiree Ross (en) (VFB : Jazz Marlier) : Sofia Greenleaf
- Lamman Rucker (en) (VF : Michelangelo Marchese) : Pasteur Jacob Greenleaf
- Kim Hawthorne (en) (VFB : France Bastoen) : Kerissa Greenleaf
- Deborah Joy Winans (en) (VFB : Marie-Ange Teuwen [saisons 1 à 3], Valérie Lemaitre [saison 4]) : Charity Greenleaf
- Tye White (en) (VFB : Olivier Prémel) : Kevin Satterlee (saisons 1 à 3)
- Gregory Alan Williams (VFB : Claudio Dos Santos) : Robert « Mac » McCready (saison 2, récurrent saison 1)
- Lovie Simone (VFB : Pauline Haùgness [S1], Marie Braam) : Zora Greenleaf (depuis la saison 2, récurrente saison 1)
- Rick Fox (VFB : Franck Dacquin) : Darius Nash (saison 3, récurrent saison 2)

### Acteurs récurrents
- Oprah Winfrey (VFB : Nathalie Hons) : Mavis McCready
- Chevonne Hughes (VFB : Colette Sodoyez) : Karine Jackson
- Terri J. Vaughn : Melisse (saison 1)
- Benjamin Patterson (VFB : Erwin Grünspan) : Noah Kendall (saisons 1 et 4)
- Anna Diop : Isabel (saison 1)
- Bill Cobbs (VFB : Guy Pion) : Henry McCready (saisons 1 et 2)
- Michael Rodrick : Ray Fisher
- Arnell Powell (VFB : Nicolas Matthys) : maire adjoint Baldwin Leonard
- Kristin Erickson (VFB : Sophie Frison) : Alexa Campbel (saison 1)
- Terri Abney : Faith Greenleaf
- Gary Weeks (en) : Adrian Miller
- Jen Harper : Deacon Connie Sykes
- Roxzane T. Mims (VFB : Éléonore Meeus) : Darlene
- Njema Williams : Pasteur Thomas Sneed
- Parnell Damone Marcano (VFB : Simon Duprez) : Carlton Cruise
- Karan Kendrick : Wanda
- Avis-Marie Barnes (VFB : Nicole Shirer) : Misty Williams
- L. Warren Young : Fred Williams
- Carlacia Grant (VFB : Audrey Devos) : Danielle Turner
- Deji LaRay : David Nelson (saison 1)
- Vickie Eng (VFB : Cécile Florin) : Maricel (depuis la saison 2)
- Dreah Marie : Britney Weaver (saison 2, invitée saison 3)
- Tim Reid (VFB : Patrick Donnay) : Bishop Lionel Jeffries (saisons 2, invité saison 3)
- Xavier Charles : Morris Davis
- Zachary S. Williams : William
- Jason Dirden (VFB : David Manet) : Basie Skanks[6]
- Roshon Fegan (VFB : Arnaud Crèvecoeur) : Isaiah Hambrick [6],[7] (depuis la saison 2)
- Sean Dominic : Martin Jabari Johnson[6],[7]
- William H. Bryant (VFB : Alexandre Crépet) : Aaron Jeffries
- Antonio J. Bell (VFB : Antoni Lo Presti) : Roberto Calloway
- Asia'h Epperson (VFB : Valérie Muzzi) : Tasha Skanks
- LeToya Luckett (VFB : Laurence Stévenne) : Rochelle Cross
- Patti LaBelle (VFB : Francine Laffineuse) : Maxine Patterson (saison 3)
- Donna Biscoe (VFB : Bernadette Mouzon) : Clara Jackson (saisons 3 et 4, invitée saisons 1 et 2)
- Bethany Anne Lind (en) (VFB : Fanny Dumont) : Coralie Hunter (saison 3)
- Cyrah Hill (VFB : Alice Moons) : Gloria (saison 3)
- Richard Gant (VFB : Patrick Walleffe) : Percy Lee (saison 3)
- Beau Bridges (VFB : Jean-Paul Landresse puis Daniel Nicodème) : Bob Whitmore (saisons 3 et 4)
- Jacob Gibson (VFB : Maxyme Anciaux) : AJ Delajae (saison 4)
- Valerie Jane Parker (VFB : Edwige Baily) : Judee Whitmore (saison 4)
- Kadianne Whyte (VFB : Cécile Florin) : Nikki (saison 4)
- Shane Paul McGhie : Dante (saison 4)
- Sean Blakemore (VFB : Jean-François Rossion) : Phil (saison 4, invité saison 3)

- Version française
  - Société de doublage : ? (en Belgique)
  - Direction artistique : Erwin Grünspan
  - Adaptation des dialogues : "Des images et des mots"

Source VF : cartons de doublage à la fin des épisodes.

## Épisodes

### Première saison (2016)
1. L'Heure de la guérison (A Time to Heal)
2. Le Baptême (The Baptism)
3. Nous le verrons tel qu'il est (We Shall See Him As He Is)
4. À porte close (Behind Closed Doors)
5. Le Sens de la survie (Meaningful Survival)
6. Ne pas faire machine arrière (Good Morning, Calvary)
7. Un train peut en cacher un autre (One Train May Hide Another)
8. Égaré sur le chemin (The Whole Book)
9. L'heure de la guérison (The Broken Road)
10. Marche à la mer (March to the Sea)
11. Comme des arbres qui marchent (Men Like Trees Walking)
12. Veni, vidi, vici (Veni, Vidi, Vici)
13. Qu'est-ce que tu fais là? (What Are You Doing Here?)

### Deuxième saison (2017)
1. Une maison divisée (A House Divided)
2. Un drôle de couple (Strange Bedfellows)
3. L'Amour d'une mère (A Mother's Love)
4. Renaissance (Revival)
5. Point de non retour (Point of No Return)
6. La Famille Royale (The Royal Family)
7. Naître pour souffrir (Born to Trouble)
8. Et les étincelles jaillissent (And the Sparks Fly Upward)
9. Un coup on perd… (The Bear)
10. Rappelle moi (Call Not Complete)
11. En temps venu (Changing Season)
12. Les Règles (The House Rules)
13. Silence et Solitude (Silence and Loneliness)
14. La Volonté de Dieu (The Father's Will)
15. Deux par deux (Two by Two)
16. La Perle (The Pearl)

### Troisième saison (2018)
1. De l'influence des courants (Strange Currents)
2. Dans l'intervalle (The Space Between)
3. La Ligne de commandement (Chain of Command)
4. Ces gens (The Underdog)
5. Des portes qui se ferment (Closing Doors)
6. Tout changer (She Changes Everything)
7. C'était alors (That Was Then)
8. Dea Abscondita (Dea Abscondita)
9. Un train hors de contrôle (Runaway Train)
10. La Terre promise (The Promised Land)
11. La fin est proche (The End Is Near)
12. Le Jour du jugement dernier (Day of Reckoning)
13. Une nouvelle vie (The New Life)

### Quatrième saison (2019)
Elle est diffusée depuis le 3 septembre 2019 sur OWN.
1. Le Péché originel (Original Sin)
2. Est-il trop tard ? (Did I Lose You?)
3. Un rêve et des visions (Visions and Dreams)
4. Un ennemi commun (A Common Enemy)
5. Indésirable (Unwanted)
6. L'Étranger (The Stranger)
7. Retrouvailles (Reunited)
8. Surprise ! (Surprise!)
9. Justice divine (God's Justice)
10. Gratitude (Gratitude)

### Cinquième saison (2020)
Cette dernière saison de huit épisodes a été diffusée à partir du 23 juin 2020 sur OWN.
1. Le premier jour (The First Day)
2. Le deuxième jour (The Second Day)
3. Le troisième jour (The Third Day)
4. Le quatrième jour (The Fourth Day)
5. Le cinquième jour (The Fifth Day)
6. Le sixième jour (The Sixth Day)
7. Le septième jour (The Seventh Day)
8. Voici (Behold)